# ثروت چتین
ثروت چتین بازیکن تیم ملی فوتبال ترکیه و اسکی‌شهراسپور است که در ۱۷ مارس ۱۹۸۱ (میلادی) متولد شده‌است. او در سال ۲۰۰۷ در برابر تیم ملی فوتبال مالت در شهر والتا برای تیم ملی کشورش گلزنی کرد. لقب او آیی بوغان(کسی که می‌تواند خرس را خفه کند) است که به خاطر قدرت بدنی ویژه ثروت به او نسبت داده شده است.ثروت چتین از آذربایجانی های ترکیه بوده و ده برادر دیگر نیز دارد و در کنار آنها زندگی می‌کند.